# Unter anderen Umständen: Mord im Watt
Mord im Watt ist ein deutscher Fernsehfilm von Judith Kennel aus dem Jahr 2011. Es handelt sich um die sechste Folge der Krimiserie Unter anderen Umständen mit Natalia Wörner in der Hauptrolle.

## Handlung
Im Watt wird der Jugendliche Marek Jankowsky tot aufgefunden. Kommissarin Jana Winter muss der Mutter ausgerechnet am siebzehnten Geburtstag ihres Sohnes die traurige Nachricht überbringen, dass ihr Sohn ermordet wurde. Jemand hat ihn nackt und gefesselt dem Meerwasser ausgesetzt, wo er dann ertrunken ist.
Marek Jankowsky war bei der Polizei kein Unbekannter und hatte, trotz seiner Jugend, eine beachtliche Vorstrafenliste. Noch ehe sich die Ermittler mit den von Jankowsky geschädigten Personen auseinandersetzen können, werden sie auf einen ähnlichen Mordfall im Hamburger Zuständigkeitsbereich aufmerksam gemacht. Vor genau einem Jahr wurde dort ebenfalls ein Mann auf die gleiche Weise ermordet. Allerdings war der Mann bereits 60 Jahre alt und wohlhabend. Die Hamburger Kollegen Erik Nielsen und Cem Ergün sind sich sicher, dass es sich in beiden Fällen um denselben Täter handelt.
In den nächsten Tagen ermitteln die Schleswiger und Hamburger Kollegen gemeinsam und finden heraus, dass beide Opfer sich an Kindern vergangen hatten und sich gerichtlich nicht dafür verantworten mussten. Daher sieht Jana Winter in dem Täter einen Gerechtigkeitsfanatiker. Nach umfangreichen Recherchen findet sich ein Hinweis auf einen ähnlichen Mordfall in Dänemark vor 10 Jahren. Damals wurde ein Vertrauenslehrer im Watt ertränkt, der sich an einem Jungen vergangen hatte, der sich daraufhin das Leben nahm. Jana Winter findet heraus, dass die Tochter des Hamburger Kollegen Erik Nielsen ebenfalls von diesem Lehrer unterrichtet wurde. Somit ist es ihr unverständlich, weshalb Nielsen diesen Fall nicht erwähnt hat, wo er doch mit Sicherheit davon wusste. Sie will Nielsen zur Rede stellen, doch es kommt ein dringender Einsatz dazwischen. Nach diversen Hinweisen ist die Polizei einem Tatverdächtigen auf der Spur. Während der Mann festgenommen und verhört wird, findet Kommissarin Winter einen weiteren Toten: Vincent Koffer, ein Komplize von Marek Jankowsky. Somit scheidet der gerade Festgenommene als Täter aus und Jana Winter konzentriert sich wieder auf Nielsen. Dieser bemerkt nun, dass die kluge Kommissarin ihn durchschaut hat und sie muss um ihr Leben fürchten. Nielsens Kollege hatte ihn jedoch auch schon länger in Verdacht, das Recht in die eigenen Hände zu nehmen und kann so Jana Winter zu Hilfe kommen.

## Hintergrund
ZDFneo zeigte Mord im Watt am Donnerstag, den 3. November 2011, um 20:15 Uhr. Das ZDF wiederholte den Krimi am Montag, den 7. November 2011, um 20:15 Uhr, als Fernsehfilm der Woche.

## Rezeption

### Einschaltquoten
Bei der Montagsausstrahlung von Mord im Watt am 7. November 2011 im ZDF verfolgten 5,7 Millionen Zuschauer die Sendung, dies entsprach Marktanteilen von 16,7 Prozent.

### Kritiken
Rainer Tittelbach von Tittelbach.tv schrieb: „Auch ‚Unter anderen Umständen‘ entdeckt den Reiz der Skandinavien-Connection für sich. Ein dänischer Kollege kommt ins Spiel, mit dem Jana Winter eine Affäre beginnt. Story und Ästhetik finden wie immer in dieser ZDF-Krimireihe höchst stimmungsvoll zueinander. Tolles Team, überzeugende Schauspieler, variantenreiches Drehbuch, sensible Regie.“
Die Kritiker der Fernsehzeitschrift TV Spielfilm vergaben die bestmögliche Wertung (Daumen nach oben) und befanden: „Buchstäblich tief eingetaucht in den Fall“.
Jakob Bokelmann bei Quotenmeter.de war der Meinung: „Der Ausflug in den Thrillerbereich ist gelungen, wenngleich die Hemmschwelle des Drehbuchs in Zukunft vielleicht etwas niedriger angelegt werden kann, ohne subtilen Reiz zu verlieren.“ Es zeigt sich „Eine hohe Spannungsdichte ohne Aufdringlichkeiten, Düsterkeit ohne Plattheit und eine stets präsente unterschwellige Bedrohlichkeit reißen den Zuschauer mit. Unter der Regie von Judith Kennel entstanden passend dazu beeindruckende Landschaftsbilder, die in ihrer Kargheit bedrohliche Kraft und Naturgewalt ausstrahlen und die stete Bedrohung visualisieren.“